# 阿勒泰两极虫
阿勒泰两极虫（学名：Myxidium alataiense）为两极科两极虫属的动物。在中国，分布于新疆等，营寄生生活，寄生在圆腹雅罗鱼的肾。